# Bonteheuwel
Bonteheuwel est un ancien township du Cap réservé aux Coloured dans la province du Cap occidental en Afrique du Sud.

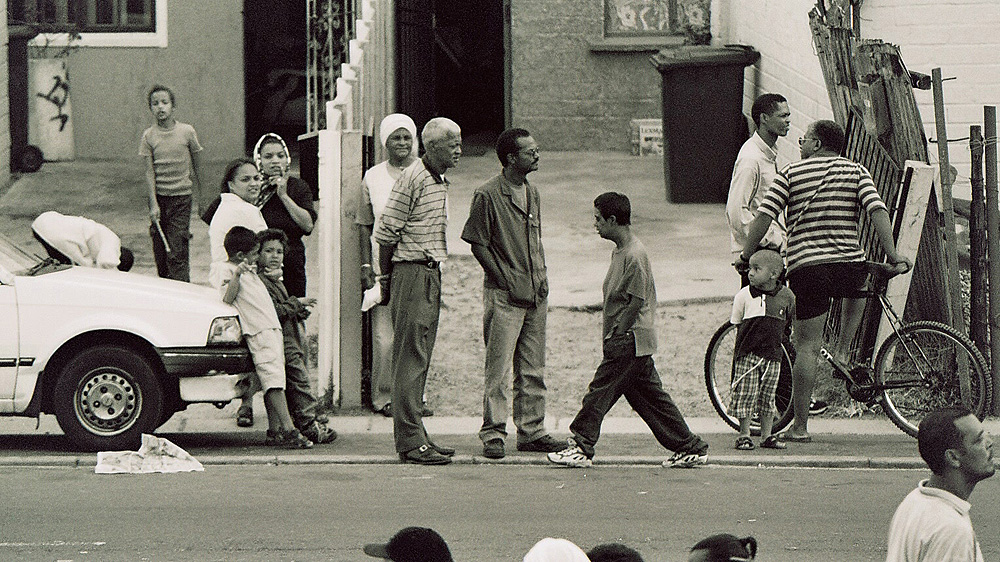
Scène de rue à Bonteheuwel

## Personnage célèbre
- Pearl Jansen, première sudafricaine noire à représenter son pays au concours de Miss Monde 1970[1],[2].